# HMCS Athabaskan (G07)
«Атабаскан» (G07) (англ. HMCS Athabaskan (G07) — військовий корабель, ескадрений міноносець типу «Трайбл» Королівського військово-морського флоту Канади за часів Другої світової та Корейської війн.
Ескадрений міноносець «Атабаскан» був замовлений 5 квітня 1940 року. Закладка корабля відбулася 31 жовтня 1940 року на верфі компанії Vickers-Armstrongs у Ньюкасл-апон-Тайні. 18 листопада 1941 року він був спущений на воду, а 3 лютого 1943 року увійшов до складу Королівських ВМС Канади. Есмінець брав участь у бойових діях на морі в Другій світовій війні, переважно бився у Північній Атлантиці, супроводжуючи арктичні конвої, діяв у протоці Ла-Манш. За проявлену мужність та стійкість у боях бойовий корабель заохочений двома бойовими відзнаками.
29 квітня 1944 року корабель був торпедований німецьким міноносцем T24 у Ла-Манші та затонув поблизу французького острова Іль-В'єрже.

## Бойовий шлях

### 1943
27 серпня 1943 року «Атабаскан» під час протичовнового патрулювання в Біскайській затоці неподалік від мису Ортегаль піддався атаці німецьких бомбардувальників ескадри KG 100, що уразили корабель радіокерованою планеруючою бомбою Henschel Hs 293, завдавши йому серйозних пошкоджень. Шлюп «Ігрет», що діяв разом із канадським есмінцем, унаслідок ураження Hs 293 затонув (перший корабель в історії, знищений керованою ракетою).
15 грудня 1943 року «Атабаскан» вийшов у супровід конвою JW 55B з есмінцями «Матчлес», «Метеор», «Маскітер», «Мілн», «Опорт'юн», «Ашанті» та «Віраго», що утворювали далекий океанський ескорт конвою. На зворотному шляху перейшли у підпорядкування командувача конвою RA 55A, який йшов назад додому.

### 1944
18 лютого 1944 року «Атабаскан» перейшов до 10-ї флотилії есмінців з базуванням на Плімуті. Група ескадрених міноносців «Ашанті», «Тартар», канадські «Атабаскан», «Хайда», «Гурон» та польські «Піорун» і «Блискавиця» здійснювала прикриття та супровід конвоїв поблизу французького узбережжя та крізь Ла-Манш.
24 березня корабель прибув до складу сил флоту, яка готувалася до підтримки висадки морського десанту в Нормандію.
25-26 квітня група кораблів на чолі з крейсером «Блек-Принс» мала сутичку поблизу бретонських островів Іль-де-Ба проти німецьких міноносців T24, T27 і T29. У ході бойового зіткнення німецький міноносець T29 був потоплений, а «Ашанті» й «Гурон» отримали пошкоджень унаслідок зіткнення між собою.
29 квітня 1944 року есмінець патрулював разом із «Хайда» води західного узбережжя Франції поблизу гирла річки Морле, коли їх атакували німецькі кораблі. «Атабаскан» був торпедований німецьким міноносцем T24 та затонув поблизу французького острова Іль-В'єрже. Загинуло 128 людей, 44 були врятовані есмінцем «Хайда», ще 83 були підібрані німцями і взяті в полон.